# Volver a empezar (álbum de Alejandro Lerner)
Volver a empezar es el décimo álbum del cantante argentino Alejandro Lerner, lanzado a la venta en 1997. La canción Volver a empezar es la cortina musical de la serie televisiva RRDT, con la que ganaría el Premio Martín Fierro. El éxito fue tal que tomó gran parte de las canciones del disco Magic hotel de 1997 y le sumó ese nombre para reeditar el álbum. Además este álbum es un retorno de las raíces del rock argentino e incluyen las canciones A donde Ir para David Lebón y No me acuerdo para Luis Miguel.

## Lista de canciones
Todas las canciones escritas y compuestas por Alejandro Lerner, excepto donde se indique. 
| N.º | Título                            | Duración |  |
| 1.  | «Hoy»                             | 3:55     |  |
| 2.  | «Como yo te amé»                  | 4:05     |  |
| 3.  | «Volver a empezar»                | 4:08     |  |
| 4.  | «Mil veces lloro»                 | 2:36     |  |
| 5.  | «La belleza»                      | 2:27     |  |
| 6.  | «Spinetta, cerca de lo lejos»     | 3:52     |  |
| 7.  | «La despedida»                    | 5:01     |  |
| 8.  | «Dile que lo amas»                | 3:28     |  |
| 9.  | «A dónde ir» (A. Lerner/D. Lebón) | 4:16     |  |
| 10. | «Separados» (A. Lerner/D. Lebón)  | 4:24     |  |
| 11. | «No me acuerdo»                   | 4:06     |  |
| 12. | «Sin piedad»                      | 2:57     |  |